# السرب 124 (إسرائيل)
تشكل السرب 124 التابع للقوات الجوية الإسرائيلية، المعروف أيضاً باسم (سرب السيف الدوار) (بالعبرية: טייסת החרב המתהפכת) في نوفمبر 1956. وهو سرب مروحيات طراز سيكورسكي يو إتش-60 بلاك هوك وإس-70 يتمركز في قاعدة بلماحيم الجوية. عمل السرب لفترة وجيزة بمروحتين طراز يوروكوبتر إتش إتش-65 دولفين كانتا تابعتان لخفر السواحل الأمريكي حتى نُقلتا إلى السرب 193 المُنشأ حديثاً آنذاك في يونيو 1987.